# Embraer EMB 200

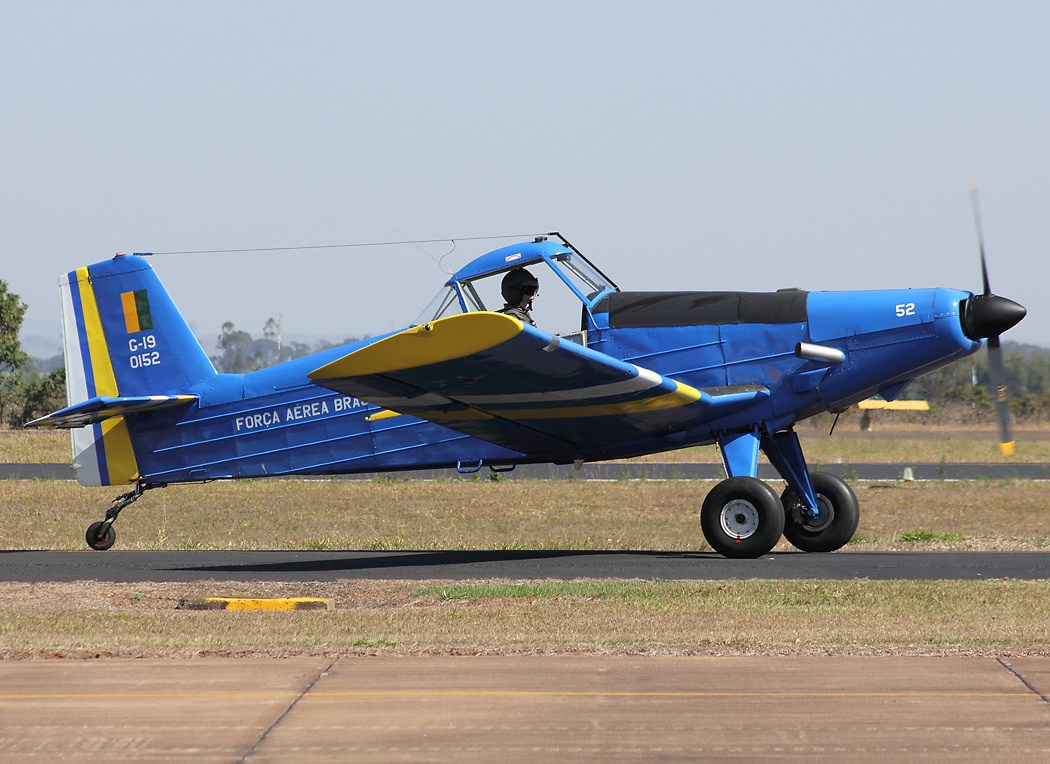
Embraer U-19 Ipanema (EMB 201R) der Brasilianischen Luftwaffe.

Die Embraer EMB 200 Ipanema ist ein Agrarflugzeug des brasilianischen Herstellers Embraer.

## Entwicklung und Konstruktion
Der von einem Kolbenmotor angetriebene einsitzige Tiefdecker hat ein starres Spornradfahrwerk. Der Erstflug des ganz aus Metall gefertigten Flugzeuges fand am 30. Juli 1970 statt. 80 % aller Agrarflugzeuge in Brasilien sind aus der EMB-200-Serie. Am 15. März 2005 wurde die 1000. Maschine ausgeliefert.
Der Entwurf wurde vom brasilianischen Landwirtschaftsministerium initiiert, das die Vorgaben für ein Agrarflugzeug ausgearbeitet hatte. Die Entwurfsarbeiten begannen im Mai 1969. Der erste Prototyp (Kennzeichen: PP-ZIP) war im Frühjahr 1970 fertiggestellt. Die Zulassung wurde am 14. Dezember 1971 erteilt.
Die erste Variante war die EMB 200 mit einem 260 PS starken Motor und einem Starrpropeller. Die Serienproduktion begann 1972 und endete Mitte 1974, nachdem 73 Maschinen hergestellt waren. Sie wurde durch die verbesserte EMB 201 abgelöst, von der bis 1977 insgesamt 200 Maschinen hergestellt wurden. Diese wurde von der EMB 201A abgelöst, die neben dem 300-PS-Motor mit Verstellpropeller auch über eine geänderte Tragfläche und verschiedene aerodynamische Verbesserungen verfügt. Drei Maschinen wurden als EMB 201R für die brasilianische Luftwaffe als Schleppflugzeuge ausgerüstet. Sie erhielten die militärische Bezeichnung Embraer U-19.
Im März 1980 wurde die Produktion an die kurz vorher von Embraer erworbene Indústria Aeronáutica Neiva übertragen.
Im März 1992 wurde die wesentlich verbesserte EMB 202 Ipanemão vorgestellt, die 40 % größer war. Die Zuladung erhöhte sich von 750 kg auf 950 kg. Auch die Flugleistungen waren deutlich besser. Sie kann mit einem elektrostatischen Sprühsystem ausgerüstet werden. 2002 wurde eine mit Ethanol betriebene Variante vorgestellt, die am 19. Oktober 2004 ihre Zulassung erhielt und EMB 202A genannt wird. Durch die Umstellung auf den Alkoholtreibstoff erhöht sich die Motorleistung auf 320 PS.

## Varianten
- EMB 200 (Dezember 1971) mit 260-PS-Lycoming-Triebwerk, Starrpropeller und 550 kg Nutzlast
- EMB 200A (Dezember 1973) vergleichbar mit der EMB 200, mit Verstellpropeller und verbessertem Triebwerk
- EMB 201 (September 1974) mit 300-PS-Lycoming-Triebwerk, Verstellpropeller, 750 kg Nutzlast und verbesserter Aerodynamik
- EMB 201A (April 1977) vergleichbar mit der EMB 201, mit neuen Steuer- und Tragflächen
- EMB 201R Schleppflugzeug für die Força Aérea Brasileira U-19
- EMB 202 (Mai 1991) mit 300-PS-Lycoming-Triebwerk, Verstellpropeller und 950 kg Nutzlast
- EMB 202A (Oktober 2004) mit ethanolbetriebenem 320-PS-Lycoming-Triebwerk, verbessertem Propeller und niedrigeren Wartungskosten
- EMB 203 (November 2015) mit ethanolbetriebenem 320-PS-Lycoming-Triebwerk; nochmals erhöhte Nutzlast[2]

## Militärische Nutzer
- Brasilien

## Technische Daten
| Kenngröße            | Daten (EMB 202A)                                                                          |
| -------------------- | ----------------------------------------------------------------------------------------- |
| Besatzung            | 1                                                                                         |
| Länge                | 7,43 m                                                                                    |
| Spannweite           | 11,69 m                                                                                   |
| Höhe                 | 2,22 m                                                                                    |
| Nutzlast             | 950 kg                                                                                    |
| max. Startmasse      | 1800 kg                                                                                   |
| Reisegeschwindigkeit | 222 km/h                                                                                  |
| Reichweite           | 610 km                                                                                    |
| Triebwerke           | 1 × Lycoming IO-540-K1J5, modifiziert für Ethanol, mit Hartzell-Verstellpropeller, 240 kW |
| Startstrecke         | 354 m                                                                                     |
| Landestrecke         | 170 m                                                                                     |